# Angerona

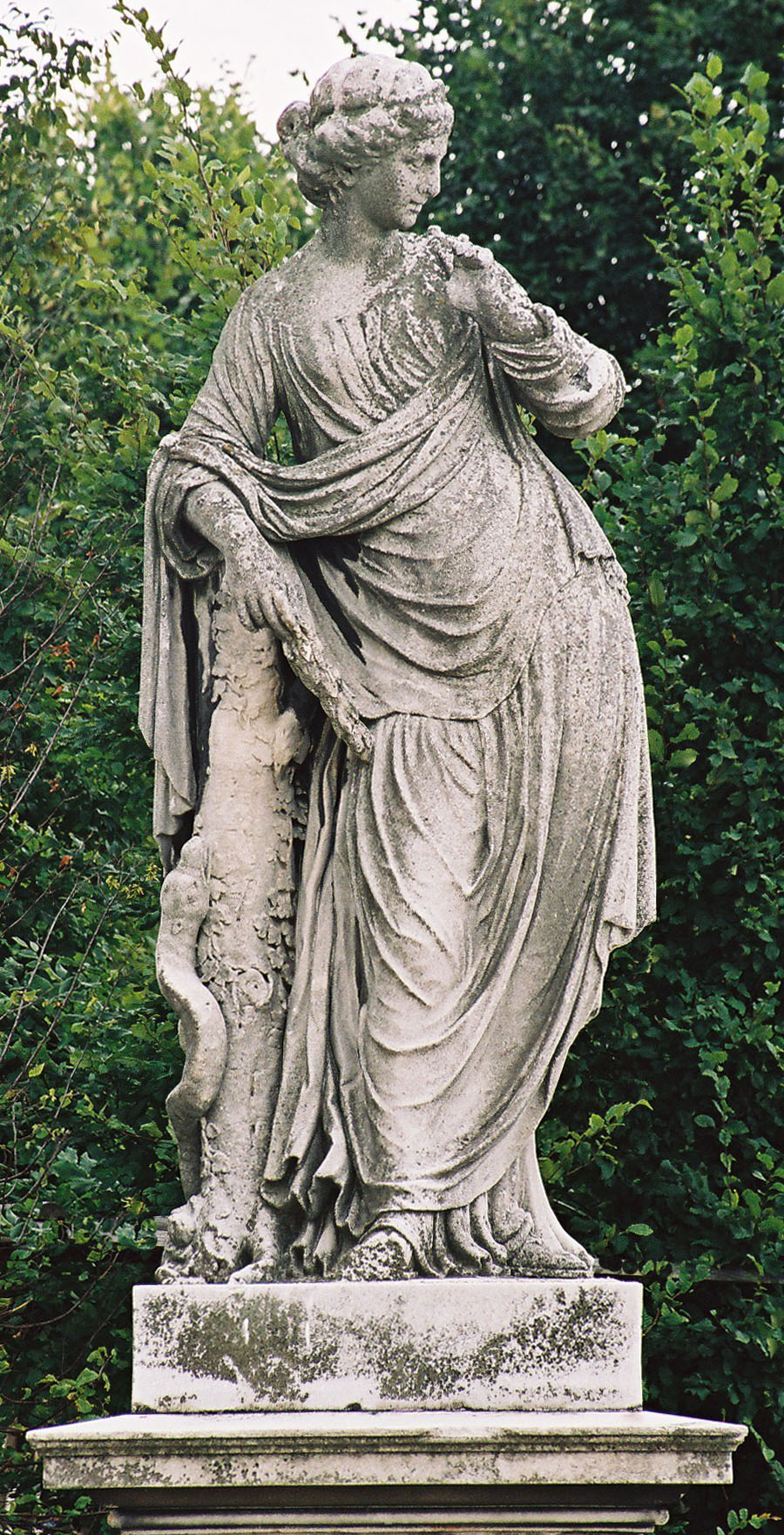
Angerona

Angerona o Angerònia va ser una deïtat romana sobre la qual hi ha notícies contradictòries. Segons alguns autors, sembla que era la deessa de l'angoixa i el temor, que produïa aquests estats d'ànim però també ajudava a superar-los.
Tenia una estàtua al temple de Volúpia, prop de la porta Romanula, propera al Fòrum, i se la representava amb la boca tapada i segellada (os obligatum et signatum, diu Macrobi), que segons Masuri Sabí volia dir que aquells que amaguessin la seva angoixa amb paciència aconseguirien per aquest mitjà la màxima felicitat. També s'interpreta això com la supressió simbòlica dels crits d'angoixa, perquè aquests crits sempre eren presagis de mala sort. L'estàtua de la deessa de l'angoixa es va col·locar al temple de Volúpia, la deessa del plaer, per indicar que aquesta divinitat havia d'exercir la seva influència sobre la primera i canviar el dolor en alegria. Juli Modest i Sext Pompeu Fest diuen que el culte a aquesta divinitat tenia un origen històric, ja que en un temps molt antic una malaltia anomenada angina va visitar els homes i les bèsties. La malaltia va desaparèixer tan bon punt es van oferir sacrificis a Angerona. Altres relats afirmen que Angerona era la deessa del silenci, i que el seu culte es va introduir a Roma per evitar que fos conegut el nom secret i sagrat de Roma, o que Angerona era la divinitat protectora de Roma, i al posar-se el dit a la boca ordenava als homes que no divulgassin el nom secret de la ciutat, segons diu Plini el Vell. A Roma se celebrava una festa, l'Angeronàlia o Divalia, en honor d'Angerona, cada any el dia 12 de desembre, i els pontífexs li oferien sacrificis al temple de Volúpia, segons diu Varró.